# エレジー (アモルフィスのアルバム)
『エレジー』（Elegy）は、フィンランドのヘヴィメタル・バンド、アモルフィスが1996年に発表した3作目のスタジオ・アルバム。

## 背景
パシ・コスキネンが2人目のボーカリストとして加入し、バンドは6人編成となった。また、オリジナル・ドラマーのヤン・レックベルガーに代わってペッカ・カサリが加入している。歌詞に関しては、前作『テイルズ・フロム・ザ・サウザンド・レイクス』がエリアス・リョンロート編纂の民族叙事詩『カレワラ』に基づいていたのに対し、本作では同じくリョンロートが編纂した民族叙情詩『カンテレタル』からの影響が反映された。

## 反響・評価
母国フィンランドでは、1996年第20週のアルバム・チャートで初登場17位となり、合計14週トップ40入りして最高8位を記録した。Ned Raggettはオールミュージックにおいて5点満点中4点を付け「この素晴らしき転機には二つの原点がある。まずはトミ・コイヴサーリと共に歌うもう一人のボーカリスト、パシ・コスキネンを迎え入れたことで、もう一つは音楽的にも詩的にも、古いフィンランドのフォークからの影響を取り入れたアルバム作りを決断したことである」と評している。

## 収録曲
本作のクレジットでは、作詞に関しては「フィンランドの伝統的な民話、詩、歌から取られた」と記載されている。
1. ベター・アンボーン - Better Unborn – 5:52
  - 作曲：エサ・ホロパイネン
2. アゲインスト・ウィドウズ - Against Widows – 4:06
  - 作曲：オーリ＝ペッカ・ライネ
3. オーファン - The Orphan – 5:17
  - 作曲：エサ・ホロパイネン、オーリ＝ペッカ・ライネ
4. オン・リッチ・アンド・プアー - On Rich and Poor – 5:19
  - 作曲：エサ・ホロパイネン、キム・ランタラ
5. マイ・カンタレ - My Kantele – 5:02
  - 作曲：エサ・ホロパイネン
6. ケアーズ - Cares – 4:29
  - 作曲：トミ・コイヴサーリ、エサ・ホロパイネン、オーリ＝ペッカ・ライネ
7. ソング・オブ・ザ・トラブルド・ワン - Song of the Troubled One – 4:08
  - 作曲：エサ・ホロパイネン、オーリ＝ペッカ・ライネ
8. ウィーパー・オン・ザ・ショア - Weeper on the Shore – 4:52
  - 作曲：オーリ＝ペッカ・ライネ、キム・ランタラ
9. エレジー - Elegy – 7:21
  - 作曲：キム・ランタラ
10. リリーフ - Relief – 4:09
  - 作曲：オーリ＝ペッカ・ライネ
11. マイ・カンタレ（アコースティック・リプライズ） - My Kantele (Acoustic Reprise) – 5:56
  - 作曲：エサ・ホロパイネン

## 参加ミュージシャン
- パシ・コスキネン - リード・ボーカル
- エサ・ホロパイネン - リードギター、アコースティック・ギター、エレクトリック・シタール
- トミ・コイヴサーリ - リズムギター、アコースティック・ギター、ボーカル、タンブリン
- キム・ランタラ - キーボード、モーグ・シンセサイザー
- オーリ＝ペッカ・ライネ - ベース
- ペッカ・カサリ - ドラムス